# Proziaki
Proziaki, bánh mì soda - bánh cuộn có bột được thêm natri bicarbonat (proza) có nguồn gốc từ vùng Podkarpackie ở phía đông nam Ba Lan, nó cũng là loại bánh phổ biến ở các vùng khác của đất nước.
Proziaki được sản xuất bằng cách sử dụng bột lúa mì hoặc lúa mì - secale bột mì, trứng,smietana chua (kem chua), nước, muối và tối đa là một thìa natri bicacbonat, sau đó nó sẽ được nướng trên bếp gạch dựa trên phương pháp truyền thống, làm nóng bởi củi. Proziaki có thể có hình tròn (đường kính 6-10 cm, độ dày khoảng 1,5 cm) hoặc hình tứ giác. Hiện nay, hầu hết proziaki được nướng trên chảo lò với một lượng nhỏ chất béo hoặc mỡ lợn (smalec). Các biến thể ngọt có thể được sản xuất với việc bổ sung đường.
Ở nhiều ngôi làng thuộc vùng Subcarpathian, các loại bánh proziaki được đa dạng hóa bằng cách thêm bơ sữa, phô mai hoặc thêm bơ. Theo truyền thống, prozianki được phục vụ với bơ tươi, phô mai hoặc mứt. Sự hoàn hảo của proziaki thường được theo sau bởi vị sữa ngọt.